# سير غواين والفارس الأخضر

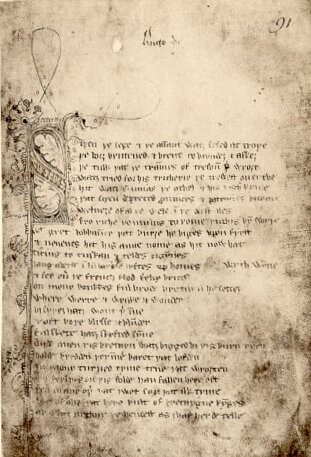
مخطوطة غواين الأصلية.

سير غواين والفارس الأخضر (بالإنجليزية: Sir Gawain and the Green Knight) رومانس فروسي مكتوب بالإنكليزية الوسطى في أواخر القرن الرابع عشر يحكي مغامرة سير غواين أحد فرسان الطاولة المستديرة الذين كانوا مع الملك آرثر. في الحكاية، يقبل سير غواين تحدياً من محاربٍ غامض جلده أخضر وكذلك شعره ولحيته وثيابه. يعرض الفارس الأخضر أن يسمح لأيٍ كان بأن يضرب عنقه بالفأس على أن يتلقى المتحدي الضربة ذاتها في سنة ويوم. يقبل غواين التحدي ويقطع رأس الفارس الأخضر بضربة واحدة، ليقف الفارس الأخضر ويلتقط رأسه، ويُذكر غواين بأن يُقابله في الموعد المحدد. وتُظهر قصة صراع غواين لمقابلة الفارس الأخضر في الموعد المُحدد ومغامراته طوال الطريق روح الفروسية والولاء.
نجت القصيدة في مخطوطة واحدة: كوتن نيرو إيه. إكس التي تتضمن كذلك ثلاثة أعمالٍ دينية: اللؤلؤة والطهارة والصبر. ويُعتقد أن هذه الأعمال قد كُتبت بواسطة المؤلف المجهول نفسه الذي سُمي «شاعر اللؤلؤة» أو «شاعر غواين». جميع القصائد السردية مكتوبة بلهجة شمال غرب ميدلاند الإنكليزية الوسطى. لذلك تأتي القصة من التقاليد الإنكليزية والويلزية لتلك المنطقة، مستعيرة من قصص «ألعاب قطع الرأس» السابقة، ومظهرة أهمية الشرف والفروسية في مواجهة الخطر.
بالإضافة إلى حبكتها المعقدة ولغتها الغنية، فإن أهمية القصيدة الرئيسية للنقاد الأدبيين تأتي من استخدامها المعقد لرمزية القرون الوسطى. كل شيء في القصيدة من الفارس الأخضر إلى لعبة قطع الرأس إلى المنطقة التي أُعطيت لغواين للحماية من الفأس رموز غنية متجذرة في التقاليد الثقافية للشعوب الكلتية والجرمانية، ويُفسرها البعض بأنها إشارات إلى الرجل الأخضر في الأسطورة الكلتية والخضر في التراث الإسلامي، كما يفسرها آخرون بأنها إشارات إلى المسيح.
سير غواين والفارس الأخضر قصيدة مهمة لنوع الرومانس الذي يحكي غالباً عن بطلٍ يذهب في رحلة تختبر قدراته. مع ذلك، يجعل التباس النهاية القصيدة أكثر تعقيداً من معظم أدب الرومانس. ترى القراءات المسيحية للقصيدة وجود تفسير متعلق بالقيامة فيها، مستنتجة بعض التماثلات بين سير غواين وليدي برتيلاك من جهة، وبين قصة آدم وحواء من جهة أخرى. بينما تختلف التفسيرات النسوية للقصيدة فيما بينها، حيث يرى بعضها أن النساء في القصيدة مسيطرات منذ البداية إلى النهاية، بينما ترى دراساتٌ نسوية أخرى أن السيطرة النسوية مجرد وهم. يرى النقاد الثقافيون أن القصيدة ينبغي أن تقرأ كتعبير عن توتر العلاقات بين الشعبين الويلزي والإنكليزي الذي كان موجوداً في إقليم الكاتب. تبقى القصيدة شعبية إلى اليوم من خلال الترجمات التي قام بها كتاب معروفون مثل ج. ر. ر. تولكين وسيمون آرميتاج، بالإضافة إلى تكييفها للسينما والمسرح مراتٍ عديدة.